# Speak in Music
Speak in Musicは、BSフジで2007年（平成19年）10月20日から2009年（平成21年）9月27日まで毎週 土曜日（番組開始当初は隔週） 23:00 - 23:30に放送していた音楽番組。　出演者（ナビゲーター）はジョン・カビラと初代Shiho、２代目土岐麻子。

## 番組内容
一人（一組）の海外のアーティスト（グループ）にスポットを当て、ブルーノート東京でのライブの模様とインタビューを2週（2回）にわたって放送する。
主音声は5.1chサラウンド、副音声は従来からのステレオ音声で放送されており、視聴者は音響環境に合わせてどちらかを選択できるようになっている。
長らくPioneer一社提供の番組だったが、2009年（平成21年）7月から大塚製薬も提供会社となった。
2009年（平成21年）9月には4週間に渡って総集編として過去に出演した海外のアーティストやグループの模様を再度放送。
2009年（平成21年）9月27日（再放送）をもって番組は終了した。

## 出演者
- ナビゲーター
  - ジョン・カビラ
  - 土岐麻子
  - Shiho

## 放送局・放送時間
- 放送局：BSフジ
- 放送時間：毎週土曜日 　23:00 - 23:30　（再放送）：毎週日曜日　 9:00 - 9:30

※ 放送局の都合によって番組の放送時間が変更になる事がある。